# Fengtai
Fengtai (chiń. upr. 丰台区, chiń. trad. 豐台區, pinyin: Fēngtái Qū) – dzielnica Pekinu położona na południowy zachód od centrum miasta.
Liczy 306 km² powierzchni i 1 360 000 mieszkańców (2000). Jej kod pocztowy to 100071.